# Altwasseraquarium
Ein Altwasseraquarium ist ein Aquarium, das ohne regelmäßigen Wasserwechsel auskommt. Lediglich das verdunstete Wasser wird ersetzt, oder bei Bedarf ein Teilwasserwechsel durchgeführt. Es handelt sich daher um eine wassersparende Form der Aquaristik. Von den Anhängern der Altwasseraquaristik wird darauf vertraut, dass die Selbstreinigungskräfte des Klärschlamms (Mulm) in Filter und Substrat sowie der Pflanzen zur Reinhaltung des Wassers ausreichen. Für ein funktionierendes Altwasseraquarium spielt auch besonders eine angepasste Besatzdichte mit Fischen und die Art und Menge der Fütterung eine Rolle.
Durch Überprüfung der Wasserwerte mittels Analysen oder auch der Beobachtung von Tieren und Pflanzen wird ein gegebenenfalls nötiger Wasserwechsel festgestellt. Besonders nach dem Ausbruch von Krankheiten durch das Einbringen von neuen Pflanzen oder Tieren kann ein Wasserwechsel notwendig werden.